# Rhamphomyia hirtipes
Rhamphomyia hirtipes är en tvåvingeart som beskrevs av Friedrich Hermann Loew 1864. Rhamphomyia hirtipes ingår i släktet Rhamphomyia och familjen dansflugor. Inga underarter finns listade i Catalogue of Life.